# Eichenkrattwälder bei Berensch
Die Eichenkrattwälder bei Berensch sind ein aus mehreren Teilen bestehendes Naturschutzgebiet im Stadtteil Berensch-Arensch der niedersächsischen Stadt Cuxhaven.

## Allgemeines
Das Naturschutzgebiet mit dem Kennzeichen NSG LÜ 086 ist insgesamt 23,5 Hektar groß. 19,4 Hektar sind Bestandteil des FFH-Gebietes „Küstenheiden und Krattwälder bei Cuxhaven“. Das Gebiet, das seit dem 30. Dezember 1982 unter Naturschutz steht, war ursprünglich rund 30,5 Hektar groß. Ein Teil der südwestlich von Berensch am Rand der Geest liegende Teilfläche des Naturschutzgebietes ging später im Nationalpark Niedersächsisches Wattenmeer auf. Zuständige untere Naturschutzbehörde ist die Stadt Cuxhaven.
Das Naturschutzgebiet liegt im Südwesten der Stadt Cuxhaven rund um den Ortsteil Berensch. Es besteht aus mehreren aus Eichen, Aspen und Birken gebildeten Eichenkrattwäldern mit Übergängen zu Heiden, Dünen und zum Geestkliff.